# Wenelina Wenewa-Mateewa
Wenelina Wenewa-Mateewa (geb. Wenewa, bulgarisch Венелина Венева-Матеева, engl. Transkription Venelina Veneva-Mateeva; * 13. Juni 1974 in Russe) ist eine bulgarische Hochspringerin.

## Sportliche Laufbahn
Bei den Leichtathletik-Weltmeisterschaften 1991 in Tokio, 1995 in Göteborg und 1999 in Sevilla sowie bei den Olympischen Spielen 1996 in Atlanta schied sie in der Qualifikation aus. 
1998 wurde sie bei den Europameisterschaften in Budapest Fünfte und 2000 bei den Olympischen Spielen in Sydney Neunte. Im darauffolgenden Jahr gewann sie Bronze bei den Hallenweltmeisterschaften in Lissabon und wurde Vierte bei den Weltmeisterschaften in Edmonton. Ebenfalls Vierte wurde sie zwei Jahre später bei den Weltmeisterschaften 2003 in Paris/Saint-Denis.
Einem Vorrunden-Aus bei den Olympischen Spielen 2004 in Athen folgte in der nächsten Saison der Gewinn der Bronzemedaille bei den Leichtathletik-Halleneuropameisterschaften 2005 in Madrid und ein zehnter Platz bei den  Weltmeisterschaften in Helsinki.
2006 gewann sie Silber bei den Europameisterschaften in Göteborg. Bei einer Dopingkontrolle, die am 24. Januar 2007 an ihr vorgenommen wurde, wurde ein überhöhter Testosteron-Wert festgestellt. Einem Einspruch der Athletin beim Internationalen Sportgerichtshof (CAS) wurde nicht stattgegeben. Sie wurde wegen Verstoßes gegen die Dopingbestimmungen für zwei Jahre gesperrt, und ihre Bronzemedaille von den Halleneuropameisterschaften 2007 wurde ihr aberkannt.
2009 scheiterte sie bei den Weltmeisterschaften in Berlin in der Qualifikation. 2011 nahm sie an den Halleneuropameisterschaften in Paris teil und belegte dort im Finale den siebten Platz. Zudem qualifizierte sie sich für die Weltmeisterschaften im südkoreanischen Daegu, bei denen sie mit 1,89 m in der Qualifikation ausschied. 2012 gelangte sie in das Finale der Europameisterschaften in Helsinki und wurde dort Zwölfte. Im August nahm sie an ihren vierten Olympischen Spielen in London teil und schied dort bereits in der Qualifikation aus. 2014 qualifizierte sie sich ein weiteres Mal für die Europameisterschaften, schied dort aber in der Qualifikation aus. 2015 belegte sie im Finale der Halleneuropameisterschaften siebten Platz. Bei den Weltmeisterschaften in Peking qualifizierte sie sich ein weiteres Mal nicht für das Finale. 
Ihre Bestleistung liegt im Freien bei 2,04 m, erzielt am 2. Juni 2001 in Kalamata und am 18. August 2006 in Zürich. In der Halle erzielte sie 2,02 m am 2. Februar 2002 in Łódź.